# ۲-کلرواستیرن
۲-کلرواستیرن (به انگلیسی: 2-Chlorostyrene) با فرمول شیمیایی C8H7Cl یک ترکیب شیمیایی است. که جرم مولی آن 138.59 g/mol می‌باشد. شکل ظاهری این ترکیب، مایع بی‌رنگ است.